# Bellezze in bicicletta
Bellezze in bicicletta (tdl. ‘Bellezas en bicicleta’) es una película de comedia italiana de 1951 dirigida por Carlo Campogalliani y protagonizada por Silvana Pampanini y Delia Scala. Se filmó en los estudios Cinecittà de Roma con decorados diseñados por Alfredo Montori. La película fue una de las producciones más populares estrenadas ese año y fue un éxito financiero.

## Argumento
Dos bailarinas, Silvana y Delia, parten en autobús hacia Milán para unirse a la compañía de Totò. En un momento dado, el autobús debe interrumpir su viaje debido a un corte de carretera: un joven, Giulio, las invita a subir a su coche, rumbo a Bolonia. Ambas aceptan agradecidas, pero durante el viaje, Giulio intenta besar a Silvana. Ella se rebela y sale con su amiga. Alojadas en una casa de campo, escapan durante la noche, creyendo erróneamente haber caído en manos de un criminal. A la mañana siguiente, al llegar a un pueblo, creen haberse unido a la compañía de Totò; pero no es el verdadero Totò, sino un imitador. La confusión causa un escándalo esa noche y las chicas se ven obligadas a huir vestidas únicamente con sus diminutos trajes de bailarina. Con la complicidad de un ingenuo soldado, entran en un cuartel y escapan a la mañana siguiente. Mientras continúan su viaje en dos bicicletas alquiladas, se les une Giulio, con quien hacen las paces. Tras otras extrañas aventuras, llegan en bicicleta a Bolonia. Allí participan en una carrera publicitaria, la cual ganan, conquistando un gran premio y el corazón de sus respectivos novios.

## Reparto
- Silvana Pampanini: Silvana.
- Delia Scala: Delia.
- Aroldo Tieri: Aroldo, el novio de Delia.
- Franca Marzi: María, una campesina.
- Renato Valente: Giulio Darelli, fabricante de bicicletas.
- Carlo Ninchi: el empresario teatral.
- Dino Valdi: el falso Totò.
- Carlo Croccolo: el soldado Pinozzo.
- Arnoldo Foà: el sargento.
- Nerio Bernardi: el médico.
- Nico Pepe: trabajador de cocina en el cuartel.
- Virgilio Riento: el padre de María.
- Peppino De Filippo: un ladrón.
- Dante Maggio: el otro ladrón.
- Renato Rascel: Marco, el hijo del mecánico.
- Gigi Reder: un soldado.
- Carlo Romano: director de la fábrica de bicicletas Darelli.
- Luigi Pavese: el comentarista de radio.

## Recaudación comercial
La película fue un gran éxito en taquilla, recaudando alrededor de 400 millones de liras. De esta manera, Bellezze in bicicletta se situó en el puesto 10 entre las 120 películas italianas producidas en 1951.
Silvana Pampanini luego recordó: «Bellezze in bicicletta fue un éxito rotundo. No aspiraba a ningún modelo en concreto, era un punto intermedio entre lo comercial y lo lúdico, sostenido por un tono determinado. Era popular porque tenía de todo: deportes, chicas guapas. Tanta alegría, ingenuidad y desenfado. Al productor sólo le costó 250 millones».

## Críticas y comentarios

### Comentarios contemporáneos
La Stampa escribió «Una peliculita muy relajante, llena de malentendidos, en la que predominan los chistes y las muecas». Similar, aunque más detallada, fue la opinión del Corriere della Sera que definió la película como «una de las tantas que combinan la comedia masculina y las piernas femeninas, según una fórmula que no da lugar a ninguna relevancia en el contexto del juicio artístico. Esperar que películas como ésta expresen un concepto es como esperar que un gato ruja». Menos severo y más benévolo es el juicio de Ettore Fecchi en la revista de cine Intermezzo: «Si toda la película hubiera mantenido el mismo ritmo que la primera mitad, habría sido una pequeña obra maestra. Hay un brío y una búsqueda inteligente de "gags" que no hemos encontrado en otras películas; Hay una lógica que, incluso para una película brillante, es sin duda un punto a favor. Hay dos actrices jóvenes que realmente han demostrado madurez...».

### Comentarios retrospectivos
Con el paso de los años, la película, juzgada en perspectiva respecto del período en que se produjo, fue reevaluada con juicios más comprensivos. «Una de las comedias más airosas de la época», escribió Enrico Giacovelli, «que atestigua con su éxito de público una fórmula ganadora de aquellos años: películas de actrices con especial participación de comediantes masculinos. Son los años del cine de variedades, que querría cantar sus luces y en cambio resaltar sus sombras».
«Las bicicletas de la memoria de Desichiana», observó Gianni Canova, relacionando la evolución del cine con la de las condiciones sociales,  «parecen pertenecer ya a otro tiempo. Las aspirantes a bailarinas Delia y Silvana recurren a ellas para perseguir su sueño de fama y éxito. Ya al año siguiente el vehículo de dos ruedas fue sustituido por el scooter. La animación frenética y el ritmo fragmentado de la historia reflejan la excitación de un cuerpo social».